# مسعود زقار
مسعود زقار (8 ديسمبر 1926 في العلمة - 21 نوفمبر 1987 في مدريد) كان أحد أبرز رجال المخابرات الجزائرية.

## نشأته

مسعود زقار متوسطا الملياردير روكفيلر، وكاتب الدولة الأمريكي للمالية كونالبي

ولد مسعود زڤار في 8 ديسمبر 1926 بالعلمة ولاية سطيف الواقعة شرق الجزائر التي كانت تسمى آنذاك «سانت أرنو» حيث كانت تعيش عائلته الفقيرة، وبما أن والده «بوزيدي» كان رجلا بسيطا فقد أرغم الطفل على تحمل مسؤولية العائلة بكاملها، سعيه لكسب القوت دفع به إلى المغامرة والهجرة إلى فرنسا وعمره لم يتجاوز العاشرة حيث اشتغل لمدة 4 أشهر وعاد إلى أهله بفرنكات معدودة. وعوض أن يواصل دراسته بالمدرسة الفرنسية بالعلمة فضل مساعدة والده في المقهى التي تقع بالقرب من وسط مدينة العلمة. بعد العمل مع والده تحول إلى بائع للحلوى رفقة ابن عمه وكان عمره عندها 15 سنة، وهنا راودته فكرة صنع الحلوى بدل بيعها فشرع في تجسيد فكرته ونجح في إنجاز ورشة لصناعة حلوى عرفت يومها باسم «برلنڤو والفليو» فكان يصنعها بنفسه بمستودع بالعلمة ويتولى تسويقها حتى خارج المدينة. بعد أحداث 8 مايو 1945 انتقل زقار إلى وهران مع عائلته.

## وفاته
توفي مسعود زڤار في 21 نوفمبر 1987 بأحد الفنادق بمدريد ونقل جثمانه إلى مسقط رأسه بالعلمة، وعند وفاته لاحظ سكان المدينة بأن جنازة هذا الرجل لم تكن عادية، حيث شاركت فيها شخصيات مرموقة كالرئيس الجزائري عبد العزيز بوتفليقة ووزراء سابقون بالإضافة إلى رجال أعمال أجانب وبحضور مكثف لأصحاب العمائم الذين جاءوا من مختلف دول الخليج.
في 22 نوفمبر 2022 في الجزائر، خلال المؤتمر المنظم لإحياء الذكرى السنوية الـ36 لوفاته، أبرز المشاركون صفاته وإنجازاته. أكدوا دوره خلال الثورة الجزائرية وبعد استقلال الجزائر، بما في ذلك مساهمته في تصنيع الأسلحة والتزامه في المخابرات الخارجية، بالإضافة إلى مساهمته في السياسة الجزائرية بعد الاستقلال.